# Битка Лос Анджелис: Световна инвазия
„Битка Лос Анджелис: Световна инвазия“ (на английски: Battle: Los Angeles) е американски военен научнофантастичен екшън от 2011 година на режисьора Джонатан Лийбесман, по сценарий на Крис Бертолини, във филма участват Арън Екхарт, Мишел Родригес, Рамон Родригес, Бриджит Мойнахан, Ни-Йо и Майкъл Пеня. Филмът е копродукция от Кълъмбия Пикчърс, Реалтивити Медия и Ориджинал Филм. Разпространен е от Кълъмбия, докато Сони Пикчърс Хоум Ентъртейнмънт пусна филма в пазарите за видео под наем. Снимките започват през септември 2009 г., и филмът е пуснат в Съединените щати на 11 март 2011 г. Спечели $211.8 милиона в световен мащаб, но получи генерално негативни отзиви. Филмът е пуснат на DVD и Blu-ray на 14 юни 2011 г.

## Актьорски състав
| Актьор           | Роля                                |
| ---------------- | ----------------------------------- |
| Арън Екхарт      | Сержант Майкъл Нанц                 |
| Мишел Родригес   | Сержант Елана Сантос                |
| Бриджит Мойнахан | Мишел                               |
| Майкъл Пеня      | Джо Ринкън                          |
| Ни-Йо            | ефрейтор Кевин Джеймс „Спекс“ Харис |
| Кори Хардрикт    | ефрейтор Джейсън Локет              |
| Лукас Тил        | ефрейтор Скот Грейсън               |
| Рамон Родригес   | Лейтенант Уилям Мартинез            |
| Джим Парак       | ефрейтор Питър Кемс                 |

## В България
В България филмът е пуснат по кината на 18 март 2011 г. от Александра Филмс.
На 24 октомври 2011 г. е пуснат на DVD от Съни Филм Ентъртейнмънт.
На 13 февруари 2016 г. е излъчен за първи път по NOVA.
През юли 2019 г. се излъчва по каналите на bTV Media Group.
Дублажи
| Озвучаващи артисти  | Ася Братанова Христина Ибришимова Светозар Кокаланов Силви Стоицов Александър Воронов Станислав Димитров |
| Преводач            | Ирина Ценкова                                                                                            |
| Тонрежисьор         | Стефан Дучев                                                                                             |
| Режисьор на дублажа | Димитър Кръстев                                                                                          |

| Озвучаващи артисти  | Живка Донева Росен Русев Светломир Радев Димитър Ангелов Станислав Димитров |
| Преводач            | Константин Николов                                                          |
| Тонрежисьор         | Георги Калудов                                                              |
| Режисьор на дублажа | Добрин Добрев                                                               |